# Sándor Bodnár
Sándor Bodnár (* 16. Juni 1890 in Budapest; † 6. November 1955 ebenda) war ein ungarischer Fußballspieler, der an den Olympischen Sommerspielen 1912 teilnahm.
Er war Mitglied der ungarischen Olympiamannschaft und schoss dabei ein Tor im Finale der Trostrunde gegen Österreich beim 3:0 in Stockholm und erreichte so den fünften Platz. Er bestritt alle drei Turnierspiele, zwei davon fanden in der Trostrunde statt. Im ersten Spiel gegen England, das gleichzeitig ein Viertelfinalspiel war, verschoss er einen Elfmeter beim Stand von 0: 0, das Spiel endete 7:0 für England.
Seine Clubs in Ungarn waren der NSC Nemzeti SC und der MAC Magyar AC Budapest. Er spielte 20 Mal in der Nationalmannschaft und erzielte 18 Tore (1910–1916). Er erzielte 1912 gegen Norwegen auch das hundertste Tor der Ungarischen Nationalmannschaft.